# ترکی (تونس)
ترکی (به عربی: ترکی) یک منطقهٔ مسکونی در تونس است که در استان نابل واقع شده‌است.